# Nigel Cliff
Nigel Cliff (nacido el 26 de diciembre de 1969) es un historiador, biógrafo, crítico y traductor británico. Está especializado en la narrativa de no ficción, sobre todo en el campo de la historia cultural y la historia de la exploración. Es miembro del Harris Manchester College, de Oxford.

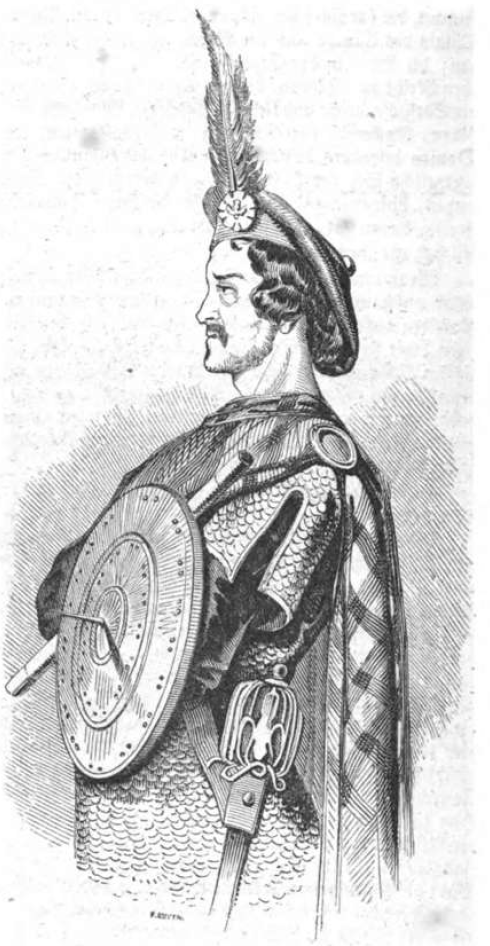
(1843) Macready como Macbeth

## Biografía
Nacido en Manchester, Cliff fue educado con becas en el Winchester College y Harris Manchester College, en la Universidad de Oxford, donde obtuvo un 

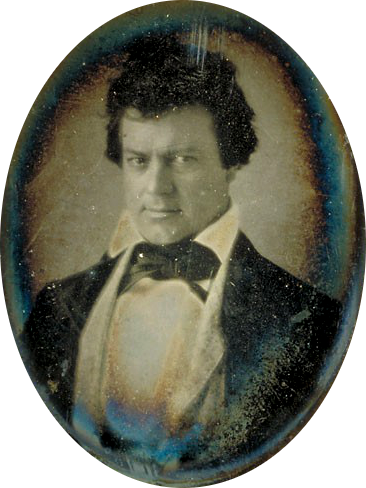
Edwin Forrest daguerrotipo c1840-60

título de primera clase y fue galardonado con el Premio Beddington de Literatura Inglesa. Fue crítico de cine y teatro para The Times y colaborador de The Economist. Escribe para una variedad de publicaciones, incluido The New York Times. Cliff da conferencias ampliamente, incluso en la Universidad de Oxford, el Centro Harry Ransom y la Biblioteca Británica.

## Carrera
El primer libro de Cliff, The Shakespeare Riots: Revenge, Drama, and Death in the 19th Century America, fue publicado en los Estados Unidos por Random House en 2007. Centrándose en una disputa entre los principales actores de Shakespeare, William Charles Macready y Edwin Forrest que actuaban en el desaparecido Astor Place Riot de 1849 dramatiza el nacimiento de la industria del entretenimiento estadounidense y demuestra la centralidad de Shakespeare con la identidad estadounidense del siglo XIX.

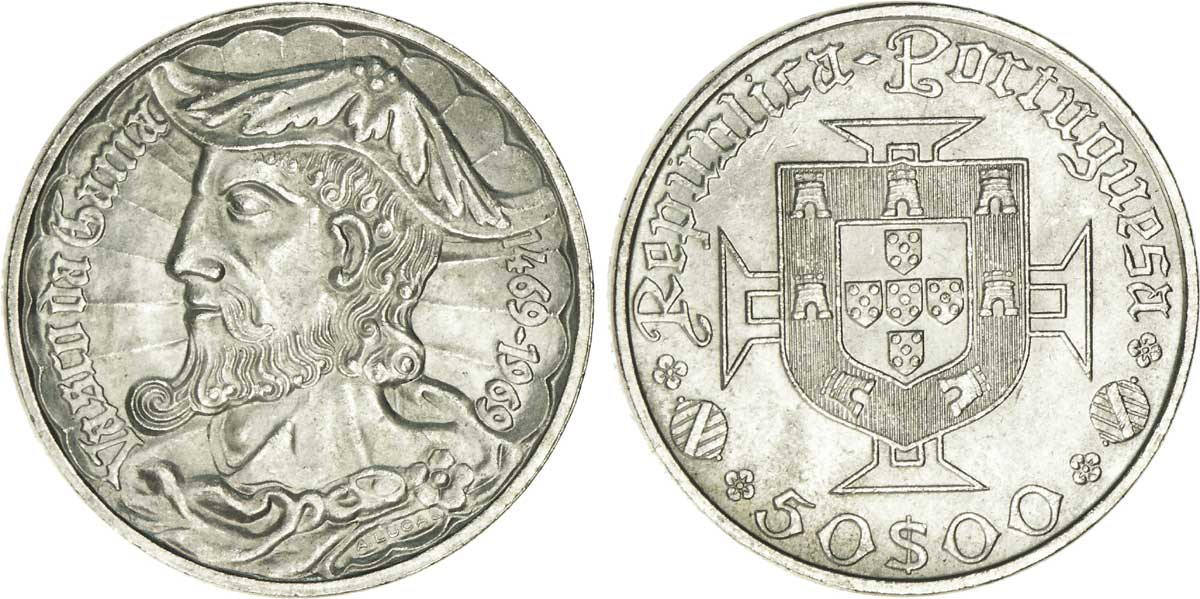
50 Escudos celebrando el 500 aniversario del nacimiento de Vasco Da Gama, 1969

Escribiendo en el London Review of Books, Michael Dobson calificó el libro como "maravilloso ... un debut brillante ... apasionante y erudito". En Los Angeles Times, Phillip Lopate lo llamó "Brillantemente absorbente ... ejemplar ... cautivador, mundano, fluido ... repleto de entretenidas pepitas." El libro fue uno de los Libros del Año del Washington Post y fue finalista del Premio Nacional de Escritura de Artes. Cliff escribió el guion adaptado para Muse Productions.
Su segundo libro fue la Guerra Santa: ¿Cómo los épicos viajes de Vasco da Gama cambiaron el rumbo en un centenario Choque de Civilizaciones (Harper, 2011). Se publicó posteriormente como La Última Cruzada: La Epopeya de los Viajes de Vasco da Gama por Harper Perennial en 2012. El libro fue publicado bajo este último nombre por Atlantic en el Reino unido y bajo el antiguo nombre en Portugal, Brasil, Japón, Rusia, Turquía, Polonia y China. El libro fue para New York Times un Libro Notable y fue finalista del Premio PEN Hessell-Tiltman. En el New York Times, Eric Ormsby escribió: "Cliff tiene un alma de novelista  para describir el carácter." En The Sunday Times James McConnachie ha llamado el libro 'conmovedoramente épico...[una] emocionante historia."

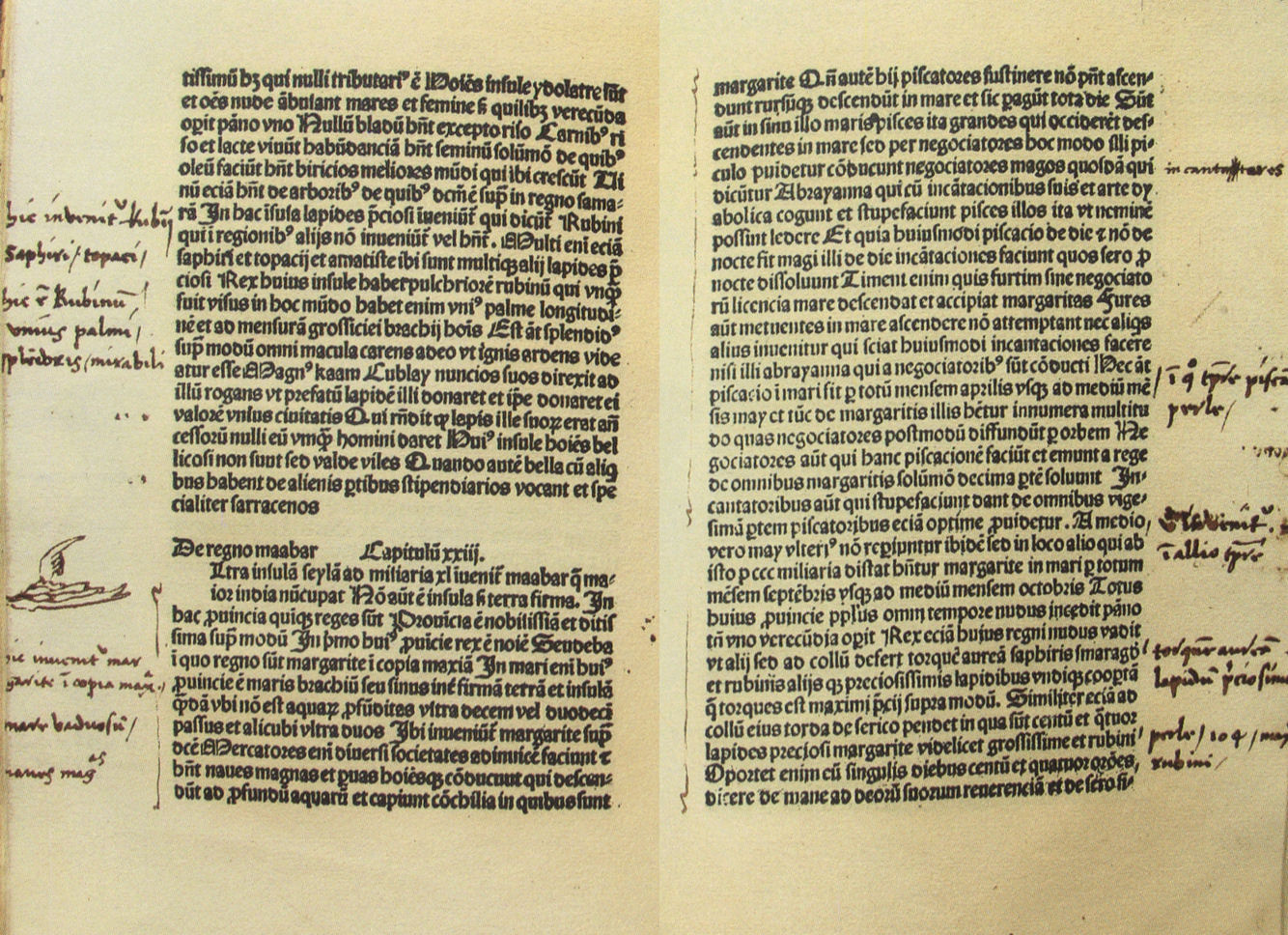
Libro de Los viajes de Marco Polo anotado por Colón

El tercer libro de Cliff fue una nueva traducción y edición crítica para Penguin Classics, de Los viajes de Marco Polo, que se lanzó en el Reino Unido y EE. 

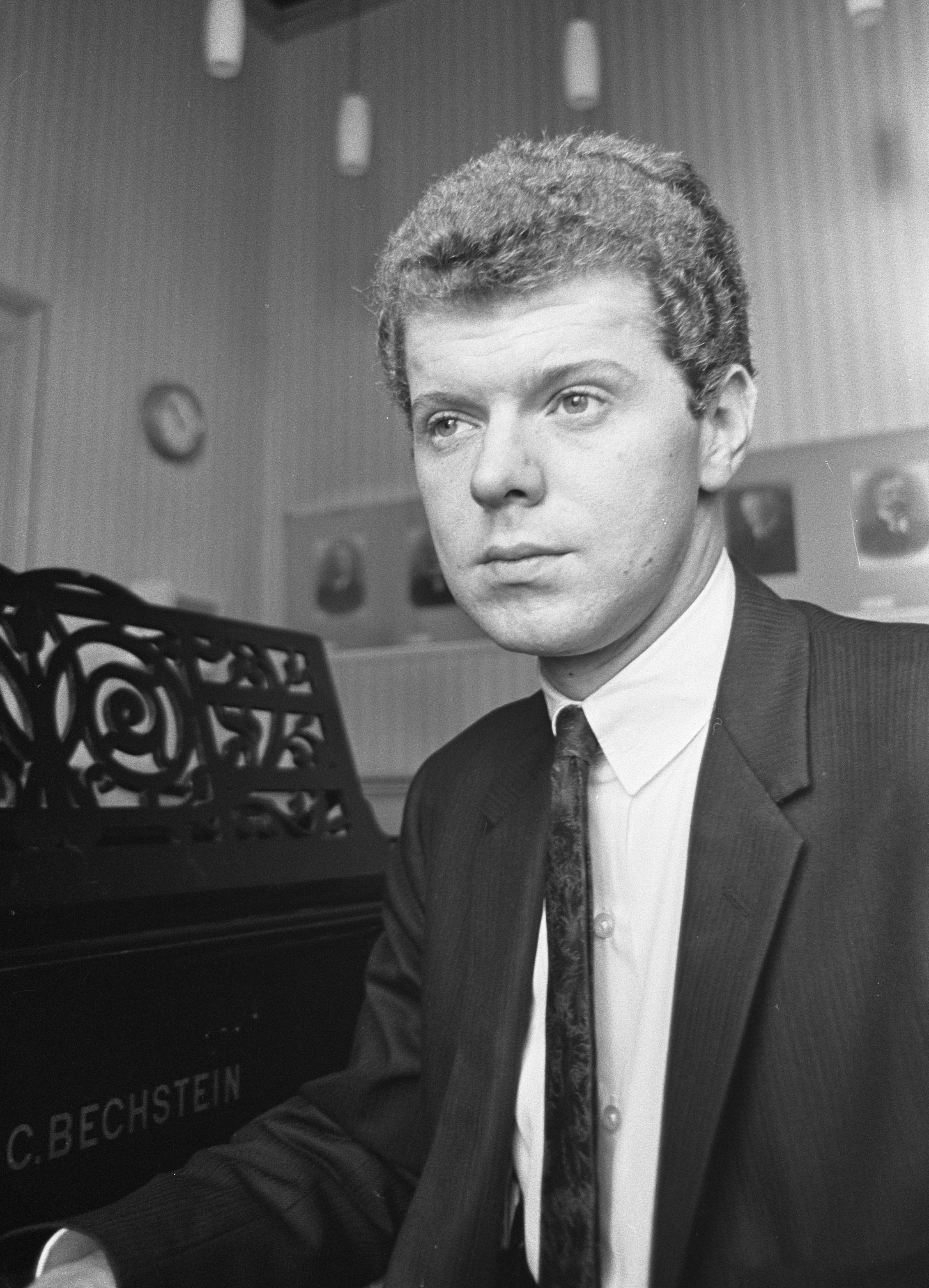
Van Cliburn 1966

UU. en 2015. Para esta primera traducción totalmente nueva en medio siglo, volvió a los textos originales en francés, latín e italiano.
Su cuarto libro, Noches de Moscú: La historia de Van Cliburn - Cómo un hombre y su piano transformaron la Guerra Fría, fue publicado por Harper en septiembre de 2016. El Globe de Boston lo nombró Libro del Año. En enero de 2017 fue nombrado finalista del National Book Critics Circle Award. El libro ganó los premios Nautilus de Oro y de Plata.

## Vida personal
Cliff está casado con la bailarina Viviana Durante. Tienen un hijo y viven en Londres.

## Libros
- The Shakespeare Riots: Revenge, Drama, and Death in Nineteenth-Century America. New York: Random House. 2007. ISBN 9780345486943.

- Holy War: How Vasco da Gama's Epic Voyages Turned the Tide in a Centuries-Old Clash of Civilizations. New York: Harper. 2011. ISBN 9780061735127.

- The Last Crusade: The Epic Voyages of Vasco da Gama. New York: Harper Perennial. 2012. ISBN 9780061735134.

- Marco Polo, The Travels. London: Penguin Classics. 2015. ISBN 978-0141198774.

- Moscow Nights: The Van Cliburn Story - How One Man and His Piano Transformed the Cold War. 2016.